# Senza vergogna (album)
Senza vergogna è il terzo album in studio del gruppo rock italiano Sick Tamburo, pubblicato nel 2014.

## Tracce
1. Qualche volta anch'io sorrido
2. Prima che sia tardi
3. L'uomo magro
4. Quando bevo
5. Il fiore per te
6. Niente ti dipinge di blue
7. Ho bisogno di parlarti
8. Se muori tu
9. Ti amo (solo quando sono solo)
10. Pensiero

## Formazione
- Gian Maria Accusani "Mr. Man" - voce, chitarra
- Elisabetta Imelio "Boom Girl" - voce, basso
- Doc Eye - batteria
- Frog Man - chitarra
- Miss Understanding - basso